# Elena Satine
Elena Marié Satine (ელენა მარიე სატინი; Tbilisi, 24 novembre 1987) è un'attrice e cantante georgiana naturalizzata statunitense.

## Biografia

### Primi anni
Nata a Tbilisi, allora capitale della Repubblica Socialista Sovietica Georgiana (oggi Georgia), figlia di una cantante d'opera e di un imprenditore tessile, Elena discende dal nobile casato georgiano degli Orbeliani. Cresciuta sul Mar Nero, fin da bambina riceve una formazione da pianista classica e, a cinque anni, entra a far parte del gruppo pop georgiano Nergebi, composto da artisti bambini sulla falsariga de Il club di Topolino. Coi Nergebi, Elena viaggia per la maggior parte dell'Europa orientale ed ottiene, a 6 anni, il suo primo ruolo da attrice comparendo in un episodio dello show per bambini Stella del mattino (Utrennaya Zvezda).
A 7 anni, lei e la sua famiglia si trasferiscono a Soči, evento che mette fine alla sua collaborazione con il gruppo, tuttavia, a 9 anni, Elena diviene la più giovane partecipante di tutti i tempi al festival cinematografico internazionale Kinotavr.
Nel 1998, mentre accompagnava la madre in un viaggio di lavoro a New York, partecipò di nascosto a un'audizione aperta della Professional Performing Arts School, venendo accettata. Dopo aver convinto i genitori a lasciarla studiare negli Stati Uniti vi passa gli anni successivi e, nel 2004, a 16 anni, si diploma all'istituto con il massimo dei voti e la lode. Fatto ritorno in patria prosegue gli studi per altri quattro anni ottenendo un diploma come specialista in arti recitative al Teatro d'Arte di Mosca svolgendo, parallelamente, numerosi corsi presso la Royal Academy of Dramatic Arts di Londra, Inghilterra.

### La carriera
Il debutto cinematografico come protagonista di Elena Satine avviene nel film Ripple Effect. Successivamente appare in serie televisive quali: Gemini Division, Melrose Place e Cold Case - Delitti irrisolti, dove interpreta una cantante russa immigrata. Ottiene poi i ruoli della contessa Elena Andrenyi in Poirot e di Mera, la moglie di Aquaman, in Smallville; che le conferiscono una certa notorietà tra il pubblico internazionale. Partecipa poi al film Mia moglie per finta ed a un episodio di NCIS - Unità anticrimine.
Dal 2012 al 2013 veste i panni di Judi Silver nella serie Starz Magic City. Tale ruolo è stato creato dai produttori apposta per l'attrice dopo che ne erano rimasti piacevolmente colpiti ai provini ma avevano assegnato già tutte le parti.
Nel 2014 interpreta il ruolo dell'asgardiana Lorelei in Agents of S.H.I.E.L.D.. L'anno seguente interpreta il personaggio di Louise Ellis nella serie televisiva Revenge.

## Vita privata
Poliglotta, parla correttamente georgiano, russo, inglese, francese e ungherese, passa quasi tutte le estati in Inghilterra frequentando corsi intensivi di teatro Shakespeareiano ed è intima amica della collega Olga Kurylenko.
Nel 2012 conosce il frontman dei The All-American Rejects,Tyson Ritter con cui inizia una frequentazione sfociata nel fidanzamento, ad aprile 2013, e nel matrimonio otto mesi dopo, il 31 dicembre 2013.

## Filmografia

### Cinema
- Ripple Effect, regia di Philippe Caland (2007)
- Holier Than Thou, regia di Ethan James Duff e Johnny Morehouse – cortometraggio (2007)
- Bar Starz, regia di Michael Pietrzak (2008)
- Don't Look Up, regia di Fruit Chan (2009)
- The Harsh Life of Veronica Lambert, regia di Nick Agiashvili (2009)
- Adventures in Online Dating, regia di K. Asher Levin – cortometraggio (2009)
- Kelly Brook's Cameltoe Shows, regia di Jake Szymanski – cortometraggio (2011)
- Mia moglie per finta (Just Go with It), regia di Dennis Dugan (2011)
- In Time, regia di Andrew Niccol (2011)
- Dewana's Bridal, regia di Ace Norton – cortometraggio (2011)[15]
- The Pinhole Affect, regia di Charles Ancelle – cortometraggio (2013)
- Beautiful Now, regia di Daniela Amavia (2014)

### Televisione
- Stella del mattino (Utrennaya Zvezda) – serie TV, 1 episodio (1993)
- Gemini Division – serie TV, episodio 1x29 (2008)
- Cold Case - Delitti irrisolti (Cold Case) – serie TV, 6x08 (2008)
- Melrose Place – serie TV, episodio 1x04 (2009)
- Spartacus – serie TV, Motion Comic (2009)
- Poirot (Agatha Christie's Poirot) – serie TV, episodio 12x04 (2010)
- Smallville – serie TV, episodio 10x09 (2010)
- NCIS - Unità anticrimine (NCIS) – serie TV, episodio 8x15 (2011)
- Magic City – serie TV, 16 episodi (2012-2013)
- The Sixth Gun, regia di Jeffrey Reiner – film TV (2013)
- Agents of S.H.I.E.L.D. – serie TV, 2 episodi (2014)
- Matador – serie TV, 2 episodi (2014)
- Revenge – serie TV, 22 episodi (2014-2015)
- Timeless – episodio 1x03 (2016)
- Twin Peaks – serie TV, 1 episodio (2017)
- The Gifted – serie TV, 9 episodi (2017)
- Cowboy Bebop – serie TV (2021)

## Discografia
- Denial (2007) – EP
- Ashes (2007) – singolo

## Doppiatrici italiane
Nelle versioni in italiano delle opere in cui ha recitato, Elena Satine è stata doppiata da:
- Chiara Gioncardi in Revenge, The Gifted
- Ilaria Latini in Cold Case - Delitti irrisolti
- Virginia Brunetti in Smallville
- Federica De Bortoli in NCIS - Unità anticrimine
- Selvaggia Quattrini in In Time
- Paola Majano in Magic City
- Sara Ferranti in Agents of S.H.I.E.L.D.
- Vanina Marini in Cowboy Bebop